# Course à la direction du Parti conservateur du Canada de 2020
Les élections à la direction du Parti conservateur du Canada de 2020 ont lieu le 21 août afin d'élire un successeur au démissionnaire Andrew Scheer à la tête du Parti conservateur,. Erin O'Toole défait Peter MacKay au troisième tour de scrutin, récoltant plus de 57 % des suffrages.

## Chronologie
- 21 octobre 2019 : les élections fédérales de 2019 prennent place. Les conservateurs restent dans l'opposition contre un gouvernement minoritaire mené par le Parti libéral du Canada, bien qu'ils gagnent 22 sièges par rapport aux élections fédérales de 2015. Selon les règles du parti, une perte lors d'une élection déclenche une révision automatique de la direction.
- 22 octobre 2019 : Andrew Scheer annonce qu'il continuerait d'être chef de file.
- 21 décembre 2019 : l'exécutif du parti annonce qu'une convention politique nationale prévue pour la mi-avril 2020 est reportée à novembre « afin que l'on puisse accorder une plus grande attention aux détails et à l'organisation du processus électoral des dirigeants conservateurs »[3].
- 24 décembre 2019 : le parti annonce que l'ancienne chef adjointe Lisa Raitt coprésiderait le comité organisateur de la course à la direction. Dan Nowlan est l'autre coprésident du comité[4].
- 25 mars 2020 : date limite pour que les candidats satisfassent à toutes les conditions d'entrée[5].
- 26 mars 2020 : le Parti conservateur suspend sa course à la direction, en raison de la pandémie de Covid-19[6].
- 29 avril 2020 : le comité d'organisation des élections à la direction du parti annonce la reprise du processus d'élection à la direction, le vote devant avoir lieu par courrier postal qui doit être reçu avant le 21 août 2020.
- 15 mai 2020 : nouvelle date limite pour s'inscrire en tant que membre pour voter dans la course à la direction. La date limite précédente est fixée au 17 avril 2020.
- 17 juin 2020 : débat en français à Toronto, modéré par Dan Nowlan et Lisa Raitt[7].
- 18 juin 2020 : débat en anglais à Toronto, modéré par Dan Nowlan et Lisa Raitt[8].
- 21 août 2020 : date limite pour remplir et recevoir les bulletins de vote afin d'être comptés[9]. La date précédente des élections est le 27 juin 2020.
- 23 août 2020 : Erin O'Toole est élu chef du Parti conservateur avec 57 % des voix au troisième tour face à Peter MacKay[10].

## Candidatures

### Candidats qualifiés
Les personnes suivantes sont officiellement candidates, :
| Nom          | Nom | Fonction au moment de la campagne                     | Autres fonctions | Déclaration de candidature Site officiel |
| ------------ | --- | ----------------------------------------------------- | --- | ---------------------------------------- |
| Leslyn Lewis |     | Avocate                                               | - Candidate du Parti conservateur dans la circonscription de Scarborough—Rouge Park (2015) | 22 janvier 2020 Site officiel            |
| Peter MacKay |     | Avocat                                                | - Ancien député de Pictou—Antigonish—Guysborough (1997–2004) et Nova-Centre (2004–2015) - Chef du Parti progressiste-conservateur du Canada (2003) - Chef adjoint du Parti conservateur du Canada (2004–2015) - Ministre des Affaires étrangères (2006–2007) - Ministre de la Défense nationale (2007–2013) - Ministre de la Justice et procureur général (2013–2015) | 15 janvier 2020 Site officiel            |
| Erin O'Toole |     | Député de Durham (depuis 2012)                        | - Capitaine, Aviation royale canadienne (1991–2003) - Ministre des Anciens combattants (2015) - Candidat à l'élection à la direction du Parti conservateur du Canada de 2017 (3e place) | 25 janvier 2020 Site officiel            |
| Derek Sloan  |     | Député de Hastings—Lennox and Addington (depuis 2019) | | 22 janvier 2020 Site officiel            |

### Candidats non qualifiés
Les personnes suivantes sont officiellement candidates, mais ne réussissent pas à se qualifier pour le vote final.
| Nom                 | Nom | Fonction au moment de la campagne       | Autres fonctions | Déclaration de candidature Site officiel | Échec à la qualification                             |
| ------------------- | --- | --------------------------------------- | --- | ---------------------------------------- | ---------------------------------------------------- |
| Marilyn Gladu       |     | Députée de Sarnia—Lambton (depuis 2015) | - Ingénieure chimique chez Dow Chemical durant 21 ans, directrice de l'ingénierie chez Suncor                                                                                          | 9 janvier 2020 Site officiel             | Ne réussit pas à se qualifier le 25 mars             |
| Rudy Husny (en)     |     | Assistant parlementaire                 | - Candidat du Parti conservateur dans la circonscription d'Outremont (2011, 2015) - Directeur au cabinet du ministre du Commerce international dans le gouvernement Harper (2011–2015) | 8 février 2020 Site officiel             | Annonce le retrait de sa candidature le 19 mars 2020 |
| Jim Karahalios (en) |     | Activiste                               | | 28 janvier 2020 Site officiel            | Disqualifié par le parti                             |
| Rick Peterson (en)  |     | Homme d'affaires                        | - Candidat à l'élection à la direction du Parti conservateur du Canada de 2017 (12e place)                                                                                             | 22 janvier 2020 Site officiel            | Annonce le retrait de sa candidature le 20 mars 2020 |

### Candidats non approuvés
Les personnes suivantes ne sont pas approuvées par le parti pour se joindre à l'élection en tant que candidats :
- Bryan Brulotte, annonce le retrait de sa candidature le 14 janvier 2020[20]
- Richard Décarie[21]
- Clayton Knutzon
- Aron Seal, annonce le retrait de sa candidature le 25 février 2020[22]
- Bobby Singh
- Irvin Studin

## Résultats
| Candidat | Candidat     | 1er tour  | 1er tour | 1er tour       | 1er tour | 2e tour   | 2e tour | 2e tour        | 2e tour | 3e tour   | 3e tour  | 3e tour        | 3e tour  |
| Candidat | Candidat     | Suffrages | %        | Points alloués | %        | Suffrages | %       | Points alloués | %       | Suffrages | %        | Points alloués | %        |
| -------- | ------------ | --------- | -------- | -------------- | -------- | --------- | ------- | -------------- | ------- | --------- | -------- | -------------- | -------- |
|          | Erin O'Toole | 51 258    | 29,39 %  | 10 681,40      | 31,60 %  | 56 907    | 33,20 % | 11 903,69      | 35,22 % | 90 635    | 58,86 %  | 19 271,74      | 57,02 %  |
|          | Peter MacKay | 52 851    | 30,30 %  | 11 328,55      | 33,52 %  | 54 165    | 31,60 % | 11 756,01      | 34,78 % | 63 356    | 41, 14 % | 14 528,26      | 42,98 %  |
|          | Leslyn Lewis | 43 017    | 24,67 %  | 6 925,38       | 20,49 %  | 60 316    | 35,20 % | 10 140,30      | 30,00 % | Éliminée  | Éliminée | Éliminée       | Éliminée |
|          | Derek Sloan  | 27 278    | 15,64 %  | 4 864, 67      | 14,39 %  | Éliminé   | Éliminé | Éliminé        | Éliminé | Éliminé   | Éliminé  | Éliminé        | Éliminé  |
| Total    | Total        | 174 404   | 100 %    | 33 800         | 100 %    | 171 388   | 100 %   | 33 800         | 100 %   | 153 991   | 100 %    | 33 800         | 100 %    |